# Campagne di accerchiamento
Le campagne di accerchiamento furono una serie di attacchi lanciati dalle forze del governo nazionalista cinese contro le forze del Partito Comunista durante la prima fase della guerra civile. Le campagne furono lanciate tra la fine degli anni '20 e la metà degli anni '30 con l'obbiettivo di isolare e distruggere l'Armata Rossa Cinese in via di sviluppo, con le forze nazionaliste che accerchiavano le basi comuniste in diverse località separate in tutta la Cina.

## Campagne di accerchiamento per posizione
- Campagna di accerchiamento contro il soviet orientale del Fujian
- Campagna di accerchiamento contro il Soviet dell'Hunan-Hubei-Jiangxi
- Campagna di accerchiamento contro il Soviet dell'Hunan-Hubei-Sichuan-Guizhou
- Campagna di accerchiamento contro il Soviet dell'Hunan-Jiangxi
- Campagna di accerchiamento contro il Soviet dell'Hunan-Hubei occidentale
- Campagna di accerchiamento contro il nordest del Jiangxi sovietico
- Campagna di accerchiamento contro il Soviet dello Yunnan-Guizhou-Guangxi
- Campagna di accerchiamento contro il Soviet dello Zuojiang

## Prime campagne di accerchiamento
- Prima campagna di accerchiamento contro il soviet centrale del Fujian
- Prima campagna di accerchiamento contro il Soviet del Guizhou orientale
- Prima campagna di accerchiamento contro il Soviet Hailufeng
- Prima campagna di accerchiamento contro il Soviet di Honghu
- Prima campagna di accerchiamento contro il Soviet dell'Hubei-Henan-Anhui
- Prima campagna di accerchiamento contro il Soviet dell'Hubei-Henan-Shaanxi
- Prima campagna di accerchiamento contro il Soviet del Jiangxi
- Prima campagna di accerchiamento contro il Soviet di Nantong-Haimen-Rugao-Taixing
- Prima campagna di accerchiamento contro il Soviet di Qiongya
- Prima campagna di accerchiamento contro il Soviet dello Shaanxi-Gansu
- Prima campagna di accerchiamento contro il Soviet del Sichuan-Shaanxi
- Prima campagna di accerchiamento contro il Soviet del Fujian meridionale
- Prima campagna di accerchiamento contro il Soviet di Youjiang

## Seconde campagne di accerchiamento
- Seconda campagna di accerchiamento contro il Soviet centrale del Fujian
- Seconda campagna di accerchiamento contro il Soviet del Guizhou orientale
- Seconda campagna di accerchiamento contro il Soviet di Hailufeng
- Seconda campagna di accerchiamento contro il Soviet di Honghu
- Seconda campagna di accerchiamento contro il Soviet dell'Hubei-Henan-Anhui
- Seconda campagna di accerchiamento contro il Soviet dell'Hubei-Henan-Shaanxi
- Seconda campagna di accerchiamento contro il Soviet del Jiangxi
- Seconda campagna di accerchiamento contro il Soviet di Nantong-Haimen-Rugao-Taixing
- Seconda campagna di accerchiamento contro il Soviet Qiongya
- Seconda campagna di accerchiamento contro il Soviet dello Shaanxi-Gansu
- Seconda campagna di accerchiamento contro il Soviet del Sichuan-Shaanxi
- Seconda campagna di accerchiamento contro il Soviet del Fujian meridionale
- Seconda campagna di accerchiamento contro il Soviet di Youjiang

## Terze campagne di accerchiamento
- Terza campagna di accerchiamento contro il Soviet di Honghu
- Terza campagna di accerchiamento contro il Soviet dell'Hubei-Henan-Anhui
- Terza campagna di accerchiamento contro il Soviet dell'Hubei-Henan-Shaanxi
- Terza campagna di accerchiamento contro il Soviet del Jiangxi
- Terza campagna di accerchiamento contro il Soviet dello Shaanxi-Gansu
- Terza campagna di accerchiamento contro il Soviet del Sichuan-Shaanxi
- Terza campagna di accerchiamento contro il Soviet di Youjiang

## Quarte campagne di accerchiamento
- Quarta campagna di accerchiamento contro il Soviet dell'Hubei-Henan-Anhui
- Quarta campagna di accerchiamento contro il Soviet di Honghu = seconda fase della Campagna di accerchiamento contro il Soviet dell'Hubei occidentale
- Quarta campagna di accerchiamento contro il Soviet del Jiangxi

## Quinte campagne di accerchiamento
- Quinta campagna di accerchiamento contro il Soviet dell'Hubei-Henan-Anhui
- Quinta campagna di accerchiamento contro il Soviet del Jiangxi

## Conseguenze
Le prime quattro campagne di accerchiamento dei militari nazionalisti non ebbero successo. Tuttavia con l'ascesa di Adolf Hitler in Germania nel 1933 e la successiva cooperazione tra la Germania nazista e la Repubblica di Cina, i nazionalisti riuscirono nella quinta campagna finale a eliminare gran parte delle forze comuniste nel Jiangxi e a obbligare l'Armata Rossa alla ritirata passata alla storia come Lunga marcia.